# Monarque de Bougainville
Monarcha erythrostictus
Espèce
Statut de conservation UICN

 LC  : Préoccupation mineure
Le Monarque de Bougainville (Monarcha erythrostictus) est une espèce d'oiseau de la famille des Monarchidae.

## Répartition
Cet oiseau vit aux îles Salomon et en Papouasie-Nouvelle-Guinée.

## Habitat
Il habite les forêts subtropicales ou tropicales humides, en plaine ou en montagne.